# 윌리엄 오비슨
윌리엄 오비슨(William Orbison 1912–1952)은 미국 심리학자였다. 그는 1939년에 처음 묘사한 오비슨 착시(Orbison illusion)의 현상으로 가장 잘 알려져 있다.

## 오비슨 착시
오비슨 착시는 헤링 착시(Hering illusion)와 분트 착시(Wundt illusion)의 효과를 보여주는 변형으로 이러한 점에서 매우 중요한 착시 현상을 보여준다.

## 같이 보기
- 삼색설
- 대립과정설